# 聖嘉芙蓮斯旗報
《聖嘉芙蓮斯旗报》（英語：the St. Catharines Standard），是加拿大安大略省圣凯瑟琳斯市的大报,  创建于1891年，是尼亚加拉区最大的日报。该报的报道重点是本地新闻，也包括国内和国际新闻，体育、娱乐和生活报道等。

## 外部連結
- 報紙官方網站 （页面存档备份，存于）